# De stal int Nuland
.   
De stal int Nuland is een herplaatste gevelsteen aan het Zuiderkerkhof, Zandstraat in Amsterdam-Centrum.
De tekst is een samentrekking van De stal in het nieuwe land en laat een stal zien in wat toen nog agrarisch gebied was.
Deze gevelsteen is afkomstig uit het gebouw Zandstraat 38, zelf nieuwbouw uit 1932/33, dat in 1968 tegen de vlakte ging voor de metrobouw. Er werd vervolgens gesteggeld om de herplaatsing maar de VVAG (Vereniging voor Amsterdamse Gevelstenen) zorgde er uiteindelijk in 2001 voor dat het herplaatst werd op een hoekpand van de Zandstraat aan het plein, ongeveer twintig meter van haar plaats in 1933. 
Als gevolg van het Van Houtensysteem werden bij sloop begin 20e eeuw historische geveldelen elders in de stad herbruikt; in dit geval kwam de halsgevel van 38 in een gebouw aan Reguliersgracht 16. De gevelsteen bleef haar adres echter trouw.
De steen is middel een tekening in de 19e eeuw vastgelegd door tekenaar Johan George Lodewijk Rieke. De steen kwam voor in het boekwerk Noord-Hollandsche oudheden met omschrijvingen van Gerrit van Arkel en Adriaan Willem Weissman uit 1900; zij schatten de maaktijd in als 1740. Het object werd ook omschreven in de Voorlopige lijst der Nederlandsche monumenten van geschiedenis en kunst (versie 4.2) uit 1933. Het gebouw Zandstraat 38 stond op de nominatie een monument te worden, maar werd vlak na of voor publicatie van de lijst dus afgebroken.   